# Stefan Hell
Stefan Walter Hell (Arad, 23 dicembre 1962) è un biochimico rumeno naturalizzato tedesco.
Ha vinto il premio Nobel per la chimica nel 2014 assieme agli statunitensi Eric Betzig e William E. Moerner, per gli studi sullo sviluppo di tecnologie per la microscopia ottica a fluorescenza a super risoluzione.